# F. Richard-Bessière
F. Richard-Bessière este pseudonimul a doi scriitori francezi de literatură științifico-fantastică, François Richard (născut la Sète la 7 aprilie 1913 și a murit la Auxerre pe 28 martie 2001, la 87 de ani), inițial director literar la Éditions du Fleuve noir, și Henri Richard Bessière, impresar și scriitor (născut la Béziers în 1923 și decedat în același oraș la 22 decembrie 2011, la 88 de ani).
Cei doi au publicat împreună primele romane în 1951, apoi au scris mai mult de o sută de titluri până în 1985. Potrivit lui Henri Bessière, colaborarea lui François Richard s-a rezumat în esență la corectarea stilistică și ortografică a textelor autorului din Béziers, în scopul de a le face publicabile.
În anii 1960 și 1970, pentru a publica romane de spionaj la editura Fleuve Noir, au folosit pseudonimul F.-H. Ribes.

## Henri Bessière
Henri Richard Bessière (1923-2011) a fost un autor francez de romane științifico-fantastice și thrillere de spionaj. Opera sa, deosebit de abundentă, a fost publicată în principal de editura Fleuve Noir. Bessière a fost unul dintre autorii de seamă din colecțiile populare ale editurii Fleuve Noir, Anticipation și Espionnage.
Bessière s-a născut și a murit la Béziers - la un an după moartea sa, orașul natal a anunțat că o stradă va fi numită în onoarea lui.
Prima sa serie științifico-fantastică (1951–54) a început cu Conquérants de l'Univers [Cuceritorii Universului], în care o echipă de pământeni condusă de profesorul Bénac, inventatorul unei nave spațiale numită Meteor, explorează Sistemul Solar. Cea mai populară serie a lui Bessière a prezentat aventurile jurnalistului american Sydney Gordon, ale soției sale, Margaret, fiul său predispus la catastrofe, Bud și ale prietenilor săi, Archie și Gloria Brent. Seria a început cu povestiri serioase despre invazii extraterestre sau extra-dimensionale, dar în cele din urmă a luat o turnură satirică. Cealaltă serie populară a lui Bessière a implicat aventurile tari⁠(d) ale lui Dan Seymour, un James Bond futurist.
De asemenea, Bessière și-a pus amprenta asupra științifico-fantasticului francez printr-o serie de romane neconectate, care prezentau un amestec original de groază și science-fiction. Extratereștri monstruoși care amenințau să pună stăpânire pe omenire au fost prezentați în Escale chez les Vivants ([O escală printre cei vii], 1960); entități malefice de dincolo de cunoștințele umane a căror singură slăbiciune era sunetul au invadat Pământul în Les Maîtres du Silence [Maeștrii tăcerii] (1965); Cette Lueur Qui Venait Des Ténèbres [Lumina aceea care a venit din întuneric] (1967) a prezentat paraziți îngrozitori care fură trupuri⁠(d). În cele din urmă, recucerirea condamnată a unui Pământ post-cataclismic condus de mutanți și forme de viață mortale a fost subiectul cărților Légion Alpha (1961), Les Sept Anneaux de Rhéa [Cele șapte inele ale lui Rhea] (1962), în care Pământul a fost descris ca având șapte sfere concentrice cu Iadul în miez și Les Jardins de l'Apocalypse [Grădinile Apocalipsei] (1963). 
Les Marteaux de Vulcain [Ciocanele lui Vulcan] (1969) a descris o planetă de coșmar în care supraviețuirea era aproape imposibilă.
De asemenea, Bessière a scris aproape o sută de thrillere de spionaj pentru colecția Spionaj a lui Fleuve Noir sub pseudonimul F.-H. Ribes. Multe dintre acestea au jucat un erou numit Gérard Lecomte.
Henri Bessière a pretins că este autorul romanelor publicate sub aceste pseudonime, pe care le-a republicat sub numele de Richard-Bessière, apoi Richard Bessière. Sub acest din urmă nume, în anii 1990 și 2000, a publicat singur sau împreună cu Charly Sanson eseuri despre societățile secrete sau parapsihologie.

## François Richard
François Richard (1913-2001) a fost director literar la Éditions du Fleuve noir. Alături de Henri Bessière, a publicat numeroase romane la Fleuve Noir sub pseudonimul colectiv F. Richard-Bessière. A fost și redactor al acestei edituri.
Cu toate acestea, paternitatea lui François Richard, în calitate de coautor, este contestată. În prezent, controversa nu este soluționată.